# 列車ホテル
列車ホテル（れっしゃホテル）とは、鉄道車両を宿泊施設として用いているものを指す。

## 概要
日本国外では、居住性の高い個室寝台を連結した寝台列車をこう呼ぶ場合がある。九州旅客鉄道（JR九州）が運行する「ななつ星 in 九州」など、いわゆるクルーズトレインのことを指す場合もある。
個室寝台自体は日本ではA寝台が相当するが、水準はかつての「カシオペア」かいわゆる「青函ブルトレ」での設定があった個室A寝台「ロイヤル」、またはそれ以上の水準のものとされる。
しかし、日本の鉄道では長距離輸送を必然的に引き受けていた旧国鉄・JRでは寝台車を連結して運行を行った夜行列車や寝台列車・ブルートレインを含めてこう称される事例は少なく、むしろ鉄道事故や台風・地震・大雨・大雪といった自然災害などによる輸送障害に伴う宿泊施設代行を指す場合が多い。
また、宿泊施設が寝台車を鉄道事業者より払い下げなどで購入し、宿泊施設として再利用する場合も、こう称する事例がある。

## 宿泊施設非常代行
日本の鉄道の場合、突発的な鉄道事故や自然災害などによる輸送障害により発生した長時間の運行停止に伴う大幅な遅延が発生した場合、やむなく使用していた鉄道車両（始発・終着駅で別の車両で振り替えができる場合には別の車両）を用い、一時的な宿泊施設として用いる事例をこう称する。
この場合、車両は寝台車両が存在しない新幹線の場合もそうであるが、在来線の場合でも座席車が用いられるケースが多い。場合によっては車内で横になれるよう、カーペット車両やお座敷車両といったジョイフルトレインを開放することもある。
こういった状態は深夜・早朝帯に終着駅に到着し、すでに周辺の列車運行が終了している時間帯でかつ、列車手配が困難な事例で主に行われることが多い。しかし、緊急停車中の車内でいわゆるカンヅメと称される事態が起こった場合で、ほぼ深夜帯に掛かることが想定される場合、ないしはそういう事態が発生した場合に仕立てられることもある。
この設定は運転業務において運行管理者の判断により行われることが多いが、近年は台風など自然災害が想定される際、事前に運休を行う例が増えたため、設定が少なくなっている。

## 宿泊施設臨時代行
古くは1937年（昭和12年）、北海道内の大雪山山麓のスキー場に向かうスキー列車が列車ホテルとして呼称されていた。二等車の座席を取り払って座敷とした車両が用いられ、運賃は三等車の額とされていた。
また、臨時普通寝台列車の扱いであるが、宿泊施設の代行として運行された物としては、1985年（昭和60年）の6月より9月まで国際科学技術博覧会開催に際して当時不足していたとされる会場周辺の宿泊施設の代行として「エキスポドリーム号」が土浦駅→万博中央駅（廃駅。同駅付近に1998年（平成10年）にひたち野うしく駅が開業）間で運行された。この事例を元に1988年（昭和63年）に瀬戸大橋博'88・岡山開催に合わせて、岡山駅 - 児島駅間で「エキスポトレインわしゅう」が、1992年（平成4年）と1993年（平成5年）に全国高等学校野球選手権大会開催に合わせて、新大阪駅→甲子園口駅間で「ナインドリーム甲子園号」が運行された。
また、2009年（平成21年）と2010年（平成22年）の11月2日には唐津市で行われる「唐津くんち」に合わせて、現地での宿泊施設が不足していることと寝台列車のリバイバル運転も兼ねて唐津駅 - 西唐津駅間で「唐津くんちホテルトレイン」が運行された2000年（平成12年）以前も運行していたといわれる。
「エキスポドリーム号」や「ナインドリーム甲子園号」は始発駅付近に車両基地があり、出発時刻に始発駅を出発したのちに、乗客を乗せたまま車両を車両基地や駅に一晩駐留し、翌朝に目的駅に向かう運行体系を組んでいた。
臨時列車であるため、列車番号も設定され、ダイヤグラム上にも記載される。なお、短距離を長時間かけて運行せざるを得ない列車の性格から、市販の時刻表より割り出される見かけ上の表定速度は非常に低くなる（例えば「ナインドリーム甲子園号」は時速2km程度にしかならない）。

### チェックアウトサービス
これと類似したサービスとして、1989年（平成元年）3月11日から1991年（平成3年）3月15日までの間、寝台特急「北陸」の下り列車で実施された「チェックアウトサービス」がある。「チェックアウトサービス」とは終着駅である金沢駅に当時のダイヤで6時33分に到着後もしばらくの間寝台を利用できるサービスで、列車自体を東金沢駅に引き上げ、9時まで利用できた。
同様のサービスは国鉄時代にも、上野駅 - 仙台駅間の寝台急行列車「新星」の仙台駅（上りのみ21時30分より寝台が利用できた。運行当時の時刻表にも明記。この場合はチェックインサービスとも言える）や、南紀夜行「南紀」→「はやたま」の天王寺駅などでも（具体的な名称は伴わないながら）実施されたことがあった。
私鉄では東武鉄道の尾瀬夜行やスノーパルが会津高原尾瀬口駅で、日光山岳夜行が東武日光駅で登山バス・スキーバスの到着まで車内で仮眠することができる。
伊豆急行では1965年（昭和40年）1月2日から1980年（昭和55年）夏まで、行楽客の前泊向けに下り最終列車の後に臨時列車を運行、伊豆高原駅や伊豆急下田駅に未明に到着して朝5時まで車内で仮泊することができた。
愛称は当初釣り客向けに「磯釣り臨電黒潮号」としたが、1965年3月からは「なんず号」に改称、1971年（昭和46年）10月2日から1974年（昭和49年）までは東京からの臨時快速「南伊豆レジャー号」として、1978年（昭和53年）からは「下田号」に改称された。

## 宿泊施設
一部の宿泊施設では、鉄道事業者から払い下げられた車両を購入し、客室として利用する事例もある。オートバイ・自転車旅行者向けの施設についてはツーリングトレインという名称で呼ばれる。
車両自体が利用目的となるケースでは、同様に廃車となった蒸気機関車も含めてSLホテルなどの名称が与えられるが、性格上車両を野ざらしにせざるを得ないことから来る車両の老朽化や、利用客の減少などに伴い近年では施設が減少しており、2010年（平成22年）の時点で営業を行っているSLホテルは存在しない。
鉄道事業者自体が駅に寝台車を置いて半常設の宿泊施設とする事例もあり、日本国外ながら日本の資本で運営されていた南満洲鉄道（満鉄）が、新京（現在の長春）で自社が運営していたヤマトホテルの増築完成まで、1932年12月から約1年間、新京駅（現・長春駅）に寝台車を留置してホテルとして営業した記録がある。

### 2022年現在も営業中の施設
以下はSLを伴わないが、2022年現在も営業中の施設である。
- 北斗星スクエア（北海道北斗市） - かつて寝台特急「北斗星」で使用された国鉄24系客車B寝台を使用している。冬季休業。
- ブルートレイン「日本海」（岩手県下閉伊郡岩泉町） - 道の駅いわいずみに隣接する「ふれあいらんど岩泉」にあり、かつて寝台特急「日本海」で使用されていた国鉄24系客車のA寝台1両（オロネ24 5）とB寝台2両（オハネ25 151+オハネフ25 121）を使用している[9]。開放式A寝台に泊まることができる唯一の施設。

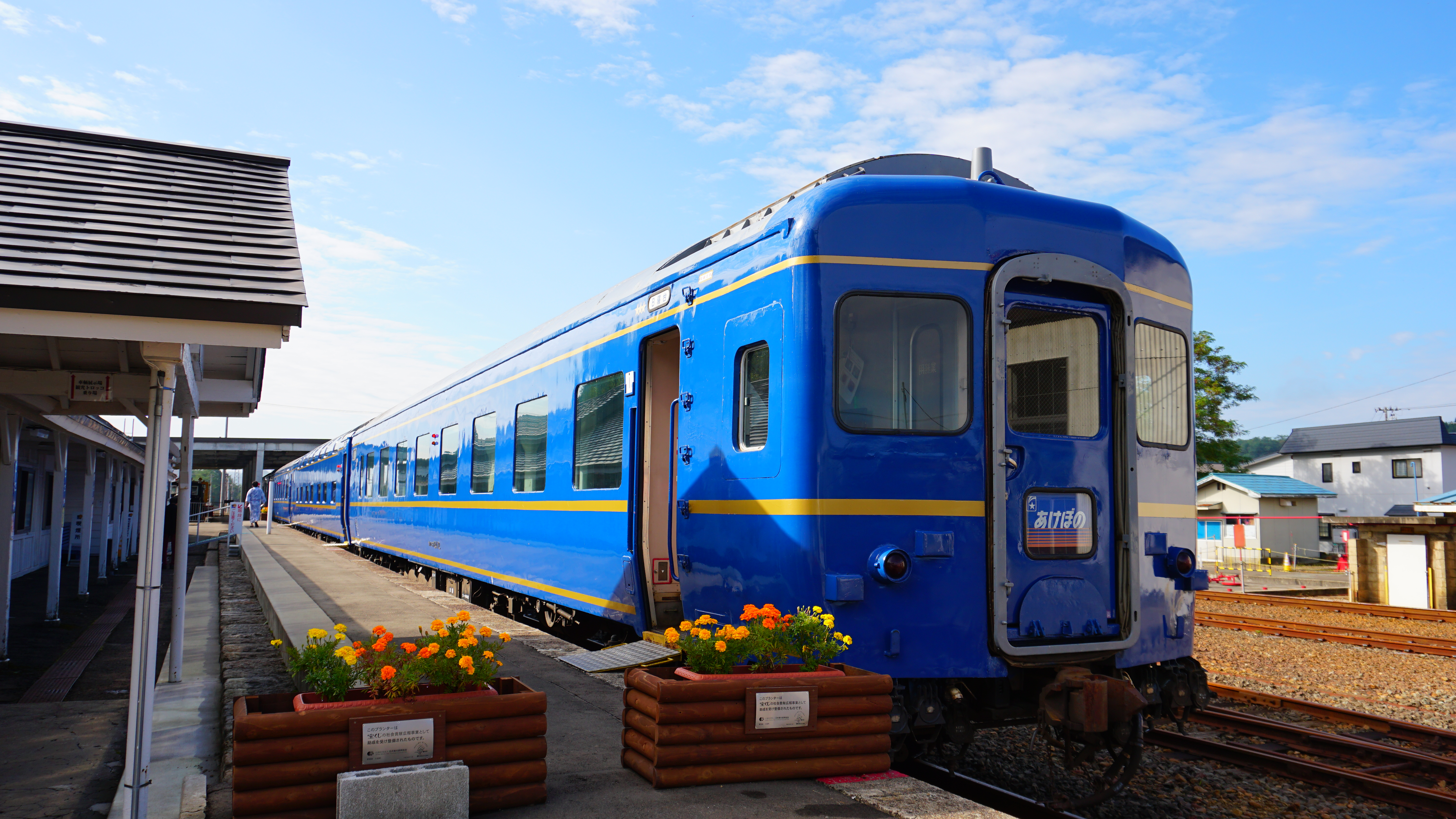
ブルートレインあけぼの（小坂鉄道レールパーク）

- 小坂鉄道レールパーク（秋田県鹿角郡小坂町） - 小坂鉄道線（廃線）小坂駅の跡地にある鉄道保存展示施設「小坂鉄道レールパーク」には、かつて寝台特急「あけぼの」として走っていた国鉄24系客車が展示されており、4月から12月まではAおよびB寝台の個室に宿泊できる。また、朝には宿泊客を乗せたまま機関車牽引で構内を移動する、唯一の動態保存施設である。
- 民宿 あずさ号（長野県上田市） - かつて「あずさ」「かいじ」として走っていた国鉄183系電車2両（1両は「国鉄色」クハ183-21貫通式（7mカット）、1両は「あずさ色」クハ183-1002号先頭車（21m,45トン））を改造した宿泊施設。照明、放送、自動ドア、警笛が復活使用可能に。1車両貸切も可。通年宿泊。
- 汽車ポッポ「食堂本館」「別邸」「民宿」（大分県中津市） - 大分交通耶馬渓線の気動車（キハ102・キハ104・キハ602）を改造した客室がある。
- TR列車の宿（宮崎県西臼杵郡日之影町） - 高千穂鉄道高千穂線日之影温泉駅跡地で廃止前の同線を走っていた、TR-100形（TR-104・TR-105）を改造した施設。寝台車ではなく元第三セクター鉄道の気動車を使っている珍しい例である。
- ブルートレインたらぎ（熊本県球磨郡多良木町） - くま川鉄道湯前線多良木駅の操車場跡地にある。寝台特急「はやぶさ」で使用されていた国鉄14系客車3両（開放B寝台・スハネフ14-3、共用スペース・オハネ15-6、B個室ソロ・オハネ15-2003）を使用している。

## 寝台列車・夜行列車
日本国外ではいわゆる「走るホテル」という言い回し程度の表現で寝台列車・夜行列車に使用されている。このうち、スペイン国鉄・フランス国鉄では共同で長距離夜行列車にこの言い回しを用いた"TREN-HOTEL"が運行されている。
日本では俗語・隠語・洒落の一つとして用いられたこともあるとされる。ただし、この場合単純に夜行列車の座席車を利用するという意味合いであろう。
また、国鉄20系客車の登場時にはエア・コンディショナーが完備されていたことや、静粛性を極力高めたことなどから、"走るホテル"の愛称が与えられた。

## ルンペン列車
1930年（昭和5年） - 1931年（昭和6年）の昭和恐慌時には、失業者や浮浪者が行き場を失い都市にあふれ、一部は犯罪行為に及ぶなど治安の悪化が社会問題化した。1931年（昭和6年）12月、鉄道省では冬季の除雪要員を確保するために、苗穂駅構内の引き込み線に廃客車8両を引き入れ、暖房と食事を提供する無料宿泊所としたところ、札幌近郊から失業者や浮浪者が殺到。車両も13両に増加させた結果、1935年（昭和10年）には利用者が900人規模に達し、全国的にルンペン列車として名が知られるようになった。その後、無為徒食を助長する救済政策が批判されるようになり、別途、失業者救済が行われるようになった結果、1937年（昭和12年）3月15日に施設が廃止されるに至っている。